# Béatrice Bretty
Béatrice Bretty, nom de scène de Béatrix Anne-Marie Bolchesi, née le 26 octobre 1893 à La Fère (Aisne) et morte le 4 septembre 1982 à Paris est une actrice française.
Elle fut durant 27 ans sociétaire de la Comédie-Française.

## Biographie

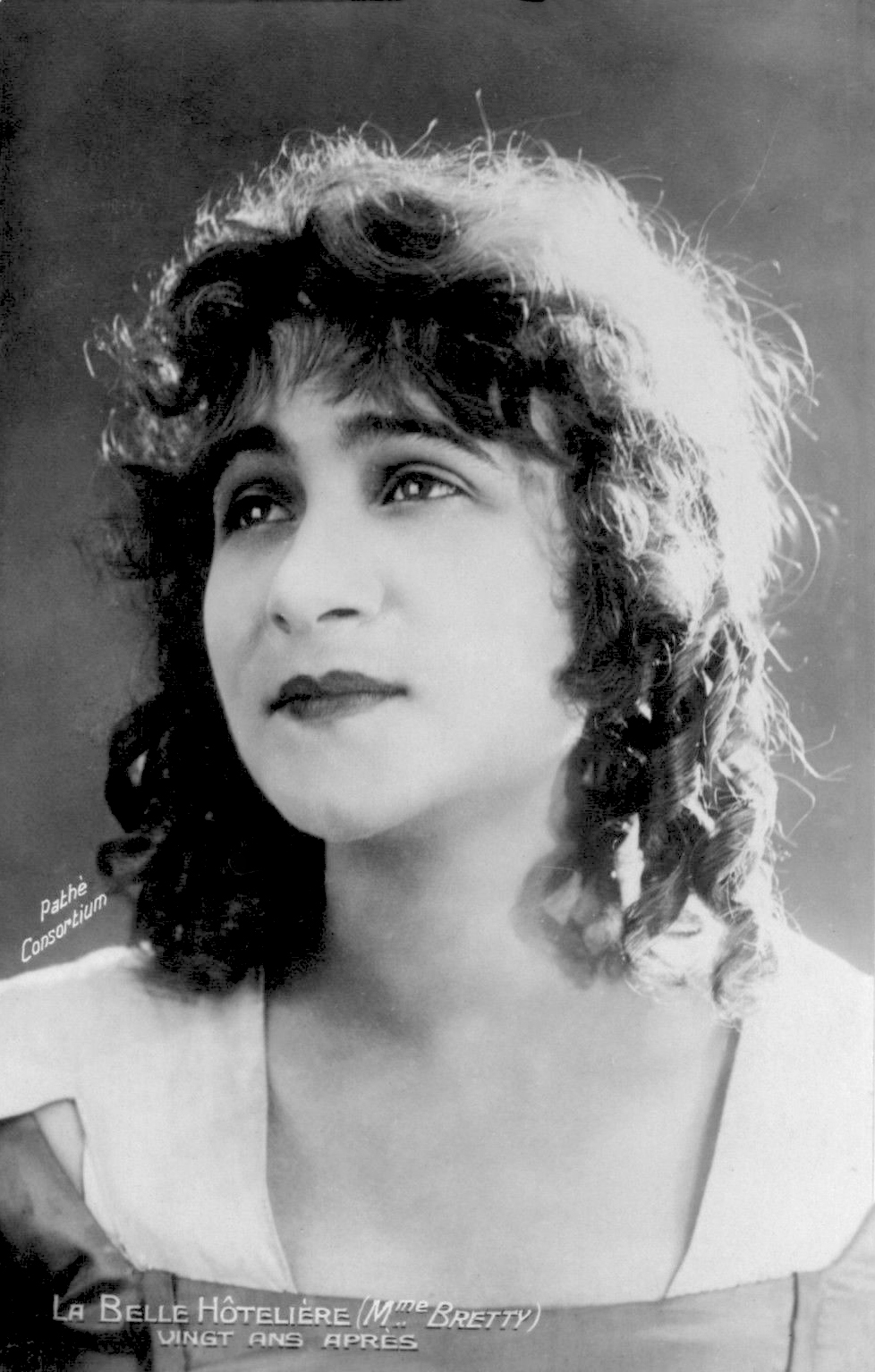
Béatrice Bretty en 1922 dans Vingt Ans après.

Elle a treize ans lorsqu'elle commence à étudier avec Louise Lara au Conservatoire. Parce qu'elle a témoigné aussitôt d'une nature de soubrette, Madame Lara, sociétaire de la Comédie Française, lui a suggéré un pseudonyme : « Soubrette... Brette... Bretty! ».
Avec Jean Toscane et René Barthélemy, Béatrice Bretty fait partie des premiers visionnés de la télévision en France. La première émission officielle de télévision française (60 lignes) a été diffusée le 26 avril 1935 au 103, rue de Grenelle à Paris. Le ministre des Postes et Télécommunications est alors Georges Mandel.
Elle a été la compagne de Georges Mandel, avec qui elle fut passagère du Massilia.

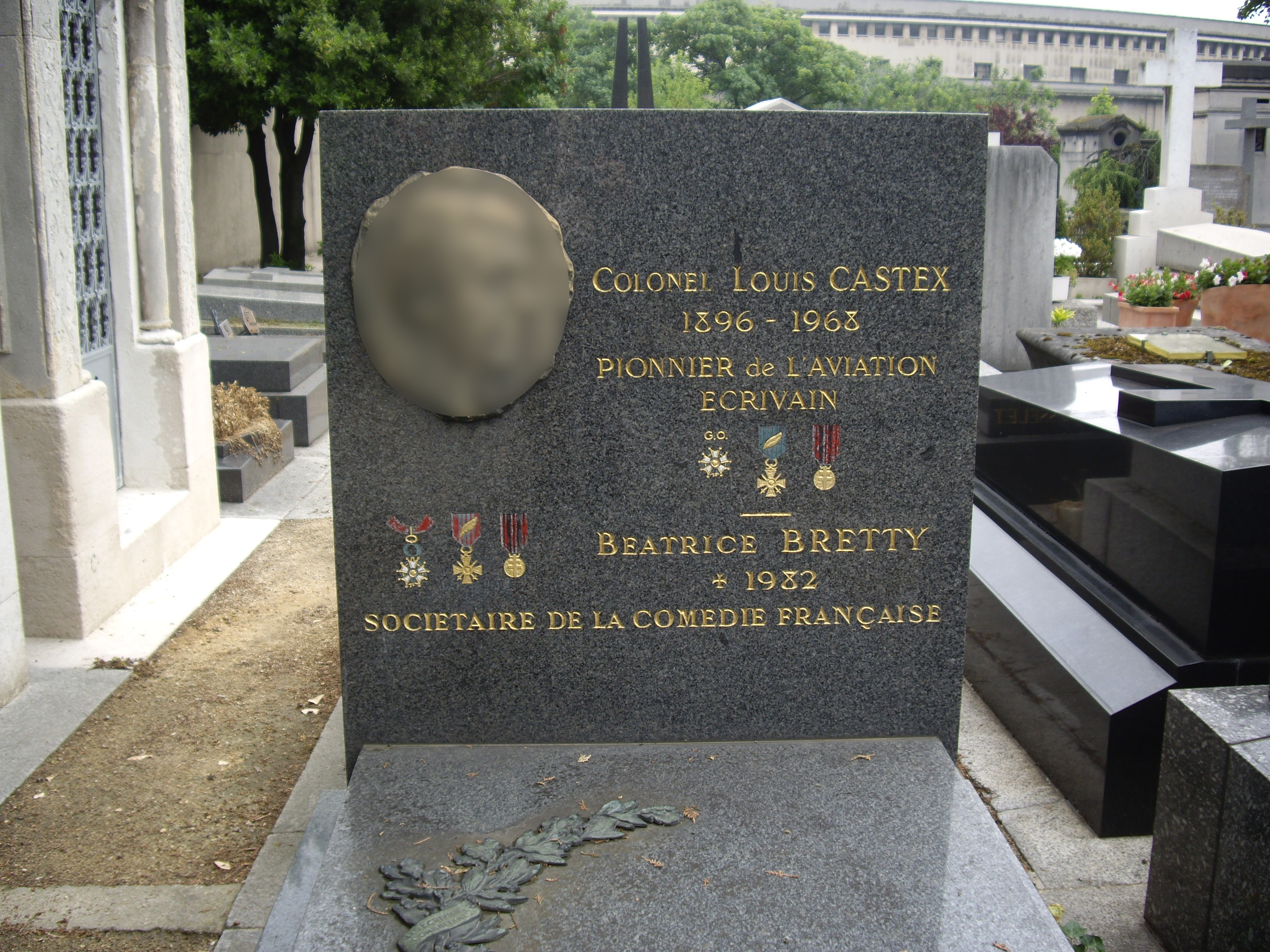
Tombe de Béatrice Bretty au cimetière de Passy (division 9).

Elle est inhumée à Paris au cimetière de Passy (9e division).
Catherine Frot a incarné Béatrice Bretty au cinéma dans le film Le Dernier Été de Claude Goretta, en 1997.

## Filmographie
- 1917 : Par la vérité de Gaston Leprieur et Maurice de Féraudy.
- 1922 : Molière, sa vie, son œuvre de Maurice de Féraudy.
- 1922 : Vingt Ans après d'Henri Diamant-Berger (la belle hôtelière).
- 1933 : Le Petit Roi de Julien Duvivier.
- 1938 : Cantique des cantiques de Jean Giraudoux, mise en scène Louis Jouvet, Comédie-Française.
- 1957 : Le Chômeur de Clochemerle de Jean Boyer (Babette, la gouvernante de Tistin).
- 1958 : Les Vignes du Seigneur de Jean Boyer (Mme Bourgeon, la mère).
- 1959 : La Sentence de Jean Valère.
- 1960 : Arrêtez les tambours de Georges Lautner.
- 1968 : Au théâtre ce soir : Les Glorieuses d'André Roussin, mise en scène Pierre Dux, réalisation Pierre Sabbagh, Théâtre Marigny.

## Théâtre

### Comédie-Française
Entrée en 1915
Sociétaire de 1929 à 1955 (380e sociétaire)
Départ en 1956
Soirée d'adieux en 1959
- 1916 : Le Bourgeois gentilhomme de Molière : Nicole.
- 1917 : Les Noces d'argent de Paul Géraldy : Anna.
- 1920 : Les Deux Écoles d'Alfred Capus, Comédie-Française.
- 1920 : Maman Colibri d'Henry Bataille, Comédie-Française.
- 1922 : L'Impromptu de Versailles de Molière, Comédie-Française.
- 1922 : Vautrin d'Edmond Guiraud d'après Honoré de Balzac, Comédie-Française.
- 1923 : Les Honnêtes Femmes de Henry Becque : Mme Chevalier.
- 1923 : Les Deux Trouvailles de Gallus de Victor Hugo, Comédie-Française.
- 1923 : Florise de Théodore de Banville, Comédie-Française.
- 1924 : Croquemitaine d'Alfred Machard : Germaine.
- 1924 : Louison d'Alfred de Musset, Comédie-Française.
- 1925 : Le Bourgeois gentilhomme de Molière : Nicole.
- 1926 : Le Cœur partagé de Lucien Besnard, Comédie-Française.
- 1929 : Le Marchand de Paris d'Edmond Fleg, Comédie-Française.
- 1936 : Les Femmes savantes de Molière : Martine.
- 1936 : Le Misanthrope de Molière, mise en scène Jacques Copeau : Arsinoé.
- 1937 : Le Légataire universel de Jean-François Regnard, mise en scène Pierre Dux : Lisette.
- 1938 : Madame Sans-Gêne de Victorien Sardou et Émile Moreau, Comédie-Française.
- 1938 : Le Portrait de Carmontelle, Comédie-Française.
- 1938 : Un chapeau de paille d'Italie d'Eugène Labiche et Marc-Michel, mise en scène Gaston Baty, Comédie-Française.
- 1938 : Le Bourgeois gentilhomme de Molière, mise en scène Denis d'Inès, Comédie-Française.
- 1938 : Les Folies amoureuses de Jean-François Regnard, mise en scène Fernand Ledoux, Comédie-Française.
- 1938 : Tricolore de Pierre Lestringuez, mise en scène Louis Jouvet, Comédie-Française.
- 1938 : Cantique des cantiques de Jean Giraudoux, mise en scène Louis Jouvet, Comédie-Française.
- 1939 : L'Île des esclaves de Marivaux, mise en scène Pierre Dux, Comédie-Française.
- 1940 : 29 degrés à l'ombre d'Eugène Labiche, mise en scène André Brunot, Comédie-Française.
- 1945 : Les Boulingrin de Georges Courteline, Comédie-Française.
- 1945 : L'Impromptu de Versailles de Molière, Comédie-Française.
- 1946 : Le Voyage de monsieur Perrichon d'Eugène Labiche et Édouard Martin, mise en scène Jean Meyer, Comédie-Française.
- 1946 : Le Tourbillon de Bernard Zimmer, mise en scène Jean Meyer, Comédie-Française au Théâtre de l'Odéon.
- 1946 : Le Lever du soleil de François Porché et Madame Simone, mise en scène Madame Simone, Comédie-Française.
- 1948 : Monsieur de Pourceaugnac de Molière, mise en scène Jean Meyer, Comédie-Française.
- 1948 : Les Espagnols en Danemark de Prosper Mérimée, mise en scène Jean Meyer, Comédie-Française.
- 1948 : Les Temps difficiles d'Édouard Bourdet, mise en scène Pierre Dux, Comédie-Française.
- 1949 : L'Avare de Molière, mise en scène Jean Meyer : Frosine.
- 1950 : Le Chant du berceau de Gregorio Martinez Sierra et Maria Martinez Sierra, Comédie-Française au théâtre de l'Odéon.
- 1950 : Le Président Haudecœur de Roger-Ferdinand, Comédie-Française au théâtre de l'Odéon.
- 1950 : Les Caves du Vatican d'André Gide, mise en scène Jean Meyer, Comédie-Française.
- 1951 : Le Mariage de Figaro de Beaumarchais, mise en scène Jean Meyer, Comédie-Française.
- 1951 : Madame Sans-Gêne de Victorien Sardou et Émile Moreau, mise en scène Georges Chamarat, Comédie-Française.
- 1951 : Le Veau gras de Bernard Zimmer, mise en scène Julien Bertheau, Comédie-Française.
- 1951 : Le Bourgeois gentilhomme de Molière, mise en scène Jean Meyer, Comédie-Française.
- 1952 : La Reine morte de Henry de Montherlant, mise en scène Pierre Dux, Comédie-Française.
- 1952 : Les Fiancés du Havre d'Armand Salacrou, mise en scène Pierre Dux.
- 1952 : Roméo et Juliette de William Shakespeare, mise en scène Julien Bertheau, Comédie-Française.
- 1953 : Crainquebille d'Anatole France, mise en scène Louis Seigner, Comédie-Française.
- 1955 : Le Pavillon des enfants de Jean Sarment, mise en scène Julien Bertheau, Comédie-Française.

### Hors Comédie-Française
- 1957 : Le Cœur volant de Claude-André Puget, mise en scène Julien Bertheau, Théâtre Antoine.
- 1957 : Ce soir on improvise de Luigi Pirandello, mise en scène Sacha Pitoëff, Théâtre de l'Alliance française, Théâtre de l'Athénée.
- 1959 : Un joueur d'André Charpak d'après Fiodor Dostoïevski, mise en scène André Charpak, Théâtre de l'Alliance française.
- 1960 : Les Glorieuses d'André Roussin, mise en scène de l'auteur, Théâtre royal du Parc, Théâtre de la Madeleine.
- 1963 : Nikos et Marika de Leopold Ahlsen, mise en scène Jacques Sarthou, Noisy-le-Sec.
- 1965 : Le Mal de Test d'Ira Wallach, mise en scène Pierre Dux, Comédie des Champs-Élysées.
- 1967 : Le Mal de Test d'Ira Wallach, mise en scène Pierre Dux, Théâtre des Célestins.
- 1970 : Un sale égoïste de Françoise Dorin, mise en scène Michel Roux, Théâtre Antoine.
- 1971 : La Soupière de Robert Lamoureux, mise en scène de l'auteur, Théâtre Édouard VII puis Théâtre Antoine (1972).
- 1974 : Les Fausses Confidences de Pierre de Marivaux , mise en scène Serge Peyrat, Théâtre de la Ville Sarah Bernhardt - Paris.

## Publication
- 1957 : La Comédie Française à l'envers.